# Jamie Fraser (personaggio)
James "Jamie" Alexander Malcolm MacKenzie Fraser è un personaggio della saga letteraria Outlander creata dalla scrittrice statunitense Diana Gabaldon, e del suo adattamento televisivo. Jamie appare anche in due romanzi dello spin-off giallo storico incentrata su lord John Grey, e nel racconto breve del 2013 Virgins - Il mio nome è Jamie.

## Concept e creazione
Jamie Fraser è ispirato dal personaggio Jamie McCrimmon dell'episodio intitolato War Games della serie televisiva Doctor Who, interpretato dall'attore Frazer Hines. Hines figura come guest nell'episodio La prigione di Wentworth nell'adattamento televisivo dei romanzi della Gabaldon.